# João Vespúcio
João Vespúcio (em italiano: Giovanni Vespucci; em castelhano: Juan Vespucio; Florença, c. 1460 — Sevilha, depois de 1524) foi um piloto, cartógrafo e cosmógrafo ítalo-espanhol.

## Biografia
Segundo alguns autores, João Vespúcio seria sobrinho de Américo Vespúcio mas segundo outros seria seu irmão e não sobrinho. João e Américo Vespúcio deixaram a Itália para irem para Sevilha, onde João trabalhou como cartógrafo e cosmógrafo.
Em 1512, a sua experiência e os seus sólidos conhecimentos naúticos e de astronomia eram tidos na mais alta consideração, inclusivamente pelo próprio rei, tendo sido contratado como um dos poucos "pilotos reais". Foi um dos pilotos "maiores" da nau que comandou a armada da Carreira das Índias liderada por Pedro Arias Dávila, que efetuava a ligação entre Espanha e a América.
Por volta do ano de 1523, elaborou a carta Totius Orbis Descriptio, da qual só se conhece atualmente uma cópia, datada de 1524. Em 1524 participou como especialista numa cimeira realizada em Badajoz e destinada a clarificar o estado dos acordos de divisão do mundo entre Portugal e Espanha, em particular em relação à posse das Molucas.
João Vespúcio seria mais tarde destituído, por se ter descoberto que passava informações secretas à República Florentina.